# Seuratia millardetii
Seuratia millardetii är en svampart som först beskrevs av Marjan Raciborski, och fick sitt nu gällande namn av Meeker 1975. Seuratia millardetii ingår i släktet Seuratia och familjen Seuratiaceae.  Arten är reproducerande i Sverige. Inga underarter finns listade i Catalogue of Life.